# NGC 344
NGC 344 ist eine Balken-Spiralgalaxie vom Hubble-Typ SBb im Sternbild Walfisch südlich der Ekliptik. Im selben Himmelsareal befinden sich u. a. die Galaxien NGC 343 und IC 1600.
Das Objekt wurde im Jahr 1886 von dem US-amerikanischen Astronomen Frank Muller entdeckt.